# كفار يافتس
كفار يافتس ((بالعبرية: כְּפַר יַעֲבֵץ)، حرفياً قرية يافتس) هو موشاف ديني في وسط إسرائيل. يقع في سهل شارون قرب الطيبة. ويقع ضِمن نطاق مجلس ليف هشارون الإقليمي. في 2019، بلغ عدد سكانه 659.
تأسست القرية في 10 أبريل 1932 كأحد الكيبوتسات. وسميت على اسم الحاخام زئيف يافتس، أحد مؤسسي حركة الميزراحي.